# Кенін-Лопсан Монгуш
Монгу́ш Барахо́євич Ке́нін-Лопса́н (тув. Моңгуш Бора-Хөө оглу Кенин-Лопсаң; рос. Монгуш Барахоевич Кенин-Лопсан, 10 квітня 1925, сумон Хондергей, Тува — 10 лютого 2022) — тувинський культурний діяч, письменник, поет, публіцист, етнограф, фольклорист, краєзнавець, верховний довічний шаман Туви.

## Біографія і наукова діяльність
Монгуш Борахоєвич Кенін Лопсан народився 10 квітня 1925 року в сумоні (поселенні) Хондергей Дзун-Хемчицького кожууна у трудовій багатодітній родині. Його батько - Монгуш Кельдегей оглу Бора-Хоо був мисливцем і водночас знаним оповідачем і оратором. Мати - Сат Шиижек уруу Сендінмаа – майстриня й талановита виконавиця народних пісень. У Монгуша було ще десять сестер і п'ять братів. Монгуш Борахоєвич - шоста за ліком дитина в сім'ї.
У тринадцятирічному віці восени 1938 року Монгуш вступає до щойно відкритої у містечку Бедик-Тей сумона Хондергей початкової школи, тямущого хлопця зарахували відразу до другого класу. З третього по сьомий класи Монгуш навчається у Чаданській семирічній школі.
Лише природній тямущості і щасливому збігу обставин завдячує Кенін-Лопсан, потрапивши у єдину за всю історію тувинську групу, набрану для навчання на Східному факультеті Ленінградського державного університету імені А. Жданова. У 1952 році Монгуш Кенін-Лопсан закінчив навчання і повернувся на роботу до рідної Туви, де на нього могла чекати блискуча кар'єра по партійній лінії. Але Кенін-Лопсан обрав інший життєвий шлях. Спочатку він працює викладачем тувинської мови та методики викладання російської мови у сільських школах республіки, а пізніше - у Тувинському педагогічному училищі.
У період з 1953 до 1965 років Монгуш Кенін-Лопсан – провідний редактор художньої літератури Тувинського книжкового видавництва. З 1965 до 1996 року – науковий співробітник Тувинського національного краєзнавчого музею імені Алдан Маадир, а з 1996 року - старший науковий співробітник.
У 1977 році Монгуш Кенін-Лопсан виступив з науковим дослідженням «До питання категорій твинських шаманів», а у 1982 році захистив кандидатську дисертацію на тему «Сюжети і поетика тувинського шаманства. Досвід історико-етнографічної реконструкції». Лише 1997 року, вже після обрання дійсним членом Нью-Йоркської академії наук у 1995 році, Кенін-Лопсан захистив докторську дисертацію на тему: «Проблеми етнографічного вивчення тувинського шаманізму. За матеріалами шаманського фольклору».
З кінця 80-х — початку 90-х років XX століття Кенін-Лопсан цілком віддається науковій діяльності, видає численні монографії, пише наукові статті (дивись нижче), бере активну участь у заходах, в тому числі міжнародних, з відродження тувинської культури, зокрема шаманізму. Так, у листопаді 1992 року за якого участі створено спілку тувинських шаманів «Дунгур» — «Бубен». А у 1993 році під керівництвом Кенін-Лопсана у Кизилі проведено Міжнародний семінар шаманів та шаманознавців, під час якого він виступає з доповіддю «Координати душі у тувинців». Уряд тувинської автономії підримав зусилля і прагнення вченого, постановивши створити Науковий центр вивчення тувинського шаманства при Тувинському республіканському краєзнавчому музею з метою вивчення і популяризації тувинського шаманства.

## Літературна і творча діяльність

### Літературний доробок
Монгуш Кенін-Лопсан почав творчу діяльність ще за юних років. Свої перші вірші Монгуш Кенін-Лопсан написав ще до навчання у Ленінграді. Вже навчаючись в університеті, він узявся до прози. Саме в роки навчання, у 50-ті роки XX століття, Кенін-Лопсан працював над першим у тувинській літературі романом — «Темно-рябий кінь». Загалом у доробку письменника і поета 9 романів, 20 поетичних і прозових збірок.
Монгуш Кенін-Лопсан - автор поетичних збірок:
- «Велика путь»
- «Маленький вчитель»
- «Кіновар»
- «Голоси»
- «Сліди»

До прозового доробку Кенін-Лопсана належать романи «Юрта табунника», «Буян-Бадирги» та інші.
Кенін-Лопсан відомий також і як перекладач. Зокрема, він перекладав поезії Тараса Шевченка, Івана Франка, Лесі Українки. У свою чергу, його вірші перекладалися українською (наприклад «Два курені» та «Пісня води» в журналі «Жовтень», № 1 за 1985 рік).

### Монгуш Кенін-Лопсан - збирач і популяризатор народної творчості тувинського народу
Монгуш Кенін-Лопсан ще у дитячому віці зацікавився фольклором рідного тувинського народу, адже його батько був талановитим оповідачем народних сказань і легенд, а мати - натхненною виконавицею тувинських пісень.
Протягом усього свого життя Кенін-Лопсан збирав алгиші - гімни та міфи тувинських шаманів, їм же присвятив свою наукову діяльність. Саме завдяки Монгушу Борахоєвичу, задовго до демократизації 90-х років XX століття, вже у 70-ті роки у науковий обіг ввійшло поняття тувинського шаманського фольклору, а жанр алгишів, хоча і не повністю, було реабілітовано й урятовано від забуття. З остаточною реабілітацією цього жанру тувинського фольклору Кенін-Лопсана було обрано довічним президентом тувинських шаманів.
Монгуш Кенін-Лопсан співробітничав з більш як тисячею інформантів. Письменник брав участь у написанні «Нарисів тувинської літератури» (вийшли друком у 1964 році), літературно обробив казки «Чижик» та «Хайиндиринмай Багай-оол», епос «Танаа-Херел», опубліковані у 1985–1986 роках тощо. У 1985 році вийшла книга Кенін-Лопсана «Небесне дзеркало: Книга казок, переказів, оповідань і повістей» (у перекладі з тувинської Е. Фонякової).
У 1987 році Кенін-Лопсан публікує наукове дослідження «Обрядова практика і фольклор тувинського шаманства», а в 1992 році друком виходить унікальне зібрання «Алгиші Тувинських шаманів» (тувинською мовою) - плід його багаторічної творчої і наукової праці. До його 70-річчя у 1995 році приурочено російський переклад цього видання (опубліковано у двомовному виданні також у Кизилі). В цей же плідний період ним видана науково–популярна книга «Магія тувинських шаманів», численні наукові статті тощо. Автор продовжує творчу діяльність і досі.

## Нагороди і визнання
Монгуш Кенін-Лопсан – член спілки письменників Туви, заслужений діяч культури РРФСР і Тувинської АРСР, народний письменник Республіки Тива, дійсний член Нью-Йоркської Академії наук, володар звання «Живий скарб шаманізму» Американського фонду шаманських досліджень.
Монгуша Борахоєвича нагороджено орденом Дружби народів, медаллю ордена «За заслуги перед Вітчизною» II ступеня, а також вищою державною нагородою Тиви - Орденом Республіки Тива. Кенін-Лопсан - почесний житель міста Кизил.

## Цитати Монгуш Кенін-Лопсана і висловлювання про нього
Розповідь Монгуш Кенін-Лопсана про своїх предків, записана у 1995 році під час інтерв'ю з нагоди 70-річчя Кенін-Лопсана доктором історичних наук Маріанною Девлет:
«Я народився у час весняної перекочовки. Юрту швидко поставили перед величезною модриною. Поруч протікала річка Чаш-Тал. Виходить, мене можна назвати сином кочів'я. Нас у одній юрті було десятеро сестер і шестеро братів. Мати була майстринею і оповідачкою, батько - мисливець, костоправ, знавець народних переказів і віншувань, у нього я вивчився красі слова. За лінією батька у нас у роді був знаний шаман і народний майстер Дулуш Дондук. Наш зять Сат Ширтикей, шаман-ворожбит, міг босоніж танцювати на багатті, виклика́ти дощ, відганяти негоду. За материнською лінією — славні шаманки Сат Севільбаа та Куулар Гандижап. Бабусю Куулар Гандижап у народі нарекли Улуг-Хам, або Велика Шаманка, Деер-Хам, або Небесна Шаманка, тому що за давнім тувинським звичаєм було заборонено називати шановану людину за її ім'ям, а як відомо, у тувинському середовищі шамани і шаманки були в той час найшанованішими людьми. З 1929 року бабусю позбавили виборчих прав, а у 1938 році її сина арештували і розстріляли, оголосивши  ворогом народу та японським шпигуном. Через дванадцять днів після арешта сина арештували і неписьменну шаманку-бабусю, її засудили «за контрреволюційну діяльність» на п'ять років позбавлення волі. У 1949 році 63-річну шаманку було знову засуджено на 15 років. Шаманка Хандижап сиділа у концтаборі в місті Чорногорську. Але вона і без мови спілкувалася з усіма. Серед ув'язнених вона була шаманкою-богинею та ясновидицею. Перебуваючи в концтаборі, вона передбачила дату смерті Йосипа Сталіна. Після смерті Сталіна її звільнили. Вона померла на шляху до рідної юрти. У січні 1969 року її було реабілітовано посмертно. Коли мені виповнилося дев'ять років, бабуся Куулар Хандижап дала мені перше посвячення і передрекла долю великого білого шамана».
Уривок вірша Монгуш Кенін-Лопсана з рукописної (невиданої і досі) поетичної збірки «Серце поета» (1988) 
| тувинський оригінал | український переклад |
| --- | --- |
| ... Амы тыным эртен эрте узулзе -даа Арат чонум адым утпайн чоруур турган Ажыл албан кылып чораан казанаамда Ажыдып каан дептерлерим олчаан чыдар "Кенин-Лопсан тыва хамнар хааржакчызы" Хензиг домак алдыналып чайнап туру... | ... Навіть коли мій позіх раніше часу перерветься Ім'я моє народ мій не забуде У тій хатинці, де за роботою сидів, Розкидані папери на столі лежатимуть Лише слова у надписі малім "Кенін-Лопсан, тувинських вірувань Оберігач - як спогад, золотом блистітимуть.. |

Висловлювання Монгуш Кенін-Лопсана з його інтерв'ю для журналу «Профіль», число 12 за 2007 рік:
Шаман живе у кожному з нас.
Висловлювання про Кенін-Лопсана Зої Самдан, заступника з наукових питань Директора Тувинського НДІ мови та літератури:
 «Без перебільшення можна сказати, що науковий подвиг ученого Кенін-Лопсана, кустаря – одинака дорівнює праці цілих мікроінститутів...»
Висловлювання про Кенін-Лопсана Леоніда Кизласова, професора Московського університету:
 «Вперше я спромігся зрозуміти світогляд тувинців лише у книжках і перекладах Кенін-Лопсана, оскільки він не лише письменник, але й історик, і філософ історії тувинців».

## Цікаві факти, пов'язані з Монгуш Кенін-Лопсаном
- До 90-х років XX століття першим тувинським романістом вважався не Монгуш Кенін-Лопсан, а тувинський компартійний функціонер (перший секретар) Салчак Токі зі своїм ідеологічним у дусі соцреалізму «Словом Арата». Але оскільки цей "роман"-мемуари виходили окремими випусками, а разом були видані тільки у 1972 році, то роман Кенін-Лопсана «Чугурук-Сарала» (Темно-рябий кінь), виданий у 1965 році під назвою "Коловорот великої річки" все-таки є першим романом у тувинській літературі. Хоча роман і було написано у 1955 році випускником Ленінградського держуніверситету, партійні органи наклали на нього 10-річну заборону на друк з причини молодості автора і відсутності у нього членства в Спілці письменників.
- Таким чином, перший роман тувинської літератури авторства Монгуш Кенін-Лопсана присвячений коню.
- Нагороду «Живий скарб світу», якої удостоєний Монгуш Кенін-Лопсан у 1992 році Американським фондом шаманських досліджень, мають у світі, крім Кенін-Лопсана, ще тільки дві людини.
- Попри свою всесвітню славу, вчений лишається дуже скромною людиною, і надалі живучи в скромній хатині.

## Виноски
1. ↑  Bibliothèque nationale de France BNF: платформа відкритих даних — 2011.
2. 1 2 3 4  Чеська національна авторитетна база даних
3. ↑  Архівована копія. Архів оригіналу за 11 лютого 2022. Процитовано 11 лютого 2022.{{cite web}}:  Обслуговування CS1: Сторінки з текстом «archived copy» як значення параметру title (посилання)
4. ↑  Див.: М. Пшеничний. Кобзар за Саянами // Літературна Україна, 19 січня 1989, № 3, с. 5.
5. ↑  Саяна Монгуш За заслуги перед Батьківщиною нагороджені: письменник і офіцер ФСБ [Архівовано 7 травня 2016 у Wayback Machine.] // стаття на Тува-он-лайн [Архівовано 8 лютого 2010 у Wayback Machine.] за 22 листопада 2004 року (рос.)